# 체로키 후예
체로키 후예(Cherokee descent)란 체로키 조상을 가지고 있다는 일정부분 문서화된 증거를 가지고 있으나 체로키 부족 시민권 조건은 충족하지 못하는 사람을 가리키는 용어로 사용된다. 또한 마땅한 증거 없이 주장만 하는 사람(프리텐디언)들이 스스로를 가리키는 말로 체로키 후예라는 말을 사용한다.
역사학자 그레고리 D. 스미더스에 따르면, 비정상적으로 많은 수의 미국인들이 스스로를 체로키 후예라고 생각한다. 2000년 연방 인구조사에서 총 72만 9533명의 미국인들이 자신이 체로키라고 대답했다. 2010년에는 수가 더 늘어서 81만 9105명이 최소 한 명의 체로키 조상이 있다고 주장했다. 하지만 2012년 기준 공인된 체로키 부족 시민은 33만 716명(체로키 네이션 28만 8749명, 유나이티드 키투와 밴드 1만 4300명, 이스턴 밴드 1만 4667명)에 불과하므로 자칭 체로키계 미국인 중 절반 이상은 진짜 체로키가 아니다.

## 체로키 시민권
현재 미국에는 연방정부에서 공인한 체로키 부족이 세 가지 있다. 노스캐롤라이나주의 이스턴 밴드 오브 체로키 인디언스(EBCI), 오클라호마주의 체로키 네이션(CN)과 유나이티드 키투와 밴드(UKB)가 그것이다. 부족민으로 인정받기 위한 조건은 각 부족마다 다르다.
- 이스턴 밴드의 조건은 다음과 같다.[6]

1. 직계 조상이 1924년 베이커 명부에 등록되어 있어야 한다.
2. 이스턴 밴드의 혈통이 최소 16분의 1은 있어야 한다. 혈통의 기준은 1924년 베이커 명부를 기준으로 한다. (즉, 4대조 이내의 직계조상 중 최소 한 명 이상이 베이커 명부에 등록되어 있어야 한다)
- 유나이티드 키투와 밴드의 조건은 다음과 같다.[7]

1949년 유나이티드 키투와 밴드 명부, 또는 1914년 도스 명부 최종본에 등록된 사람의 직계 후손임을 증명하는 서류 증거가 있어야 한다.
유나이티드 키투와 밴드 혈통이 최소 4분의 1이어야 한다.
- 체로키 네이션의 조건은 다음과 같다.[8]

직계 조상이 다섯 개화부족의 시민 및 해방노예 명부 최종본, 통칭 도스 명부에 체로키 네이션 부족민으로 등록되어 있음을 증명하는 서류를 제출해야 한다.
모두 DNA 검사 결과는 증거로 인정하지 않는다.

## 문제가 되는 이유
다코타족 출신 민족학자 킴 톨베어는 저서 Native American DNA에서 원주민 정체성은 먼 조상 한 명(또는 아예 존재하지도 않는 조상)의 혈통에 의해서 결정되는 것이 아니라, 부족민으로서의 정치적 시민권과 원주민 공동체에 소속되어 일상적으로 경험하는 문화적 동질감에 의해 결정되는 것임을 상세하게 설명하였다. 이에 따르면 자신이 원주민인지 여부는 DNA 검사 같은 것으로 결정될 수 있는 것이 아니며 실재하는 부족의 시민권을 가지고 있는지에 따라 결정되는 것이다.
많은 백인 및 흑인 가족들이 조상 중에 체로키가 있었다는 증명될 수 없는 구전을 대대로 전승해 오고 있으며, 그 중 상당수가 남부인이거나 조상이 남부 출신이다. 이런 사례가 너무 많아서 “체로키 공주 증후군(Cherokee Princess Syndrome)” 또는 “혈통 신화(Blood Myth)”라고 불린다. 많은 백인들이 높은 광대뼈나 짙은 피부, 검은 직모 같은 신체특성이 체로키 조상의 형질이라고 주장하며, 흑인들은 반대로 옅은 피부색과 같은 신체특징을 체로키 조상 때문이라고 주장한다. 학자 조엘 W. 마틴은 “놀랍도록 많은 수의 남부인들이 체로키 할머니 또는 증조할머니를 가지고 있으며 그 중 상당수가 체로키 공주였다고 주장한다”면서, 이러한 관념이 미국의 개척신화와 남부 지역주의가 결합한 정착민 정체성에 복무하는 것이라고 지적하였다.
정부에서 인정한 원주민 부족의 시민권이 없는 사람은 1990년 인디언예술공예법의 적용대상이 될 수 없으므로 증거 없이 원주민 혈통을 자칭하는 것은 증명된 원주민의 이권을 침해하는 사칭행위로 문제화될 수 있다.
체로키 학자들의 단체인 체로키 스칼라스(Cherokee Scholars)는 2020년 자신을 체로키라고 주장하는 사람에게는 그 사실을 공적으로 입증할 의무가 있으며 입증하지 못하는 사람은 스스로 체로키로 정체화하기를 중단해야 한다는 성명을 발표했다.